# Artūr Dolžnikov
Artūr Dolžnikov (6 de enero de 2000) es un futbolista lituano que juega en la demarcación de centrocampista para el S. K. Sigma Olomouc de la Liga de Fútbol de la República Checa.

## Selección nacional
Tras jugar en distintas categorías inferiores de la selección, finalmente hizo su debut con la selección de fútbol de Lituania en un encuentro de la Liga de Naciones de la UEFA 2022-23 contra Luxemburgo que finalizó con un resultado de 0-2 a favor del combinado luxemburgués tras un doblete de Danel Sinani.

## Clubes
| Club                | País            | Año       | Partidos | Goles |
| ------------------- | --------------- | --------- | -------- | ----- |
| Žalgiris B Vilnius  | Lituania        | 2016-2017 | 21       | 1     |
| Be1 NFA             | Lituania        | 2018      | 11       | 2     |
| FK Riteriai         | Lituania        | 2019      | 3        | 0     |
| FK Vilnius (cedido) | Lituania        | 2019      | 12       | 3     |
| FC Vilniaus Vytis   | Lituania        | 2020      | 9        | 0     |
| FK Riteriai         | Lituania        | 2021-2022 | 46       | 7     |
| FK Kauno Žalgiris   | Lituania        | 2023-2025 | 64       | 6     |
| S. K. Sigma Olomouc | República Checa | 2025-     | 13       | 2     |

## Palmarés

### Títulos nacionales
| Título                     | Club                | País            | Año  |
| -------------------------- | ------------------- | --------------- | ---- |
| Copa de la República Checa | S. K. Sigma Olomouc | República Checa | 2025 |